# Гамма Феникса
Гамма Феникса (γ Phoenicis,γ Phe) — звёздная система в созвездии Феникса, находящаяся на расстоянии около 71,63 пк от Солнца.
γ Феникса является спектрально-двойной звездой и переменной звездой с малой амплитудой. Данная звёздная система обладает регулярными изменениями блеска с периодом 97,5 суток согласно каталогу Hipparcos, но недавние исследования показали, что орбитальный период составляет 193 дня по данным о главном и вторичном минимумах. Хотя на кривых блеска видны детали, напоминающие проявления затмений, высокое значение наклона орбиты предполагает, что вариации блеска связаны с эллисоидальностью звёзд. γ Феникса указана в Общем каталоге переменных звёзд в качестве вероятной медленной неправильной переменной, видимая звёздная величина которой меняется в пределах от 3,39 до 3,49, те же данные касаются и затмений или эллипсоидальных вариаций.
Невооружённым глазом виден только главный компонент системы  γ Феникса. Второй компонент обнаруживается только из изменений лучевой скорости главной звезды. Главная звезда представляет собой красный гигант спектрального класса M0III, исчерпавший запасы водорода в ядре, расширившийся и охлаждающийся по мере сгорания оболочечного источника водорода вокруг гелиевого ядра. По оценкам массы звёзд составляют 1,3 и 0,6 массы Солнца. Главный компонент обладает светимостью, примерно в пятьсот раз превышающей солнечную. У системы обнаружены признаки корональной активности, хотя главная звезда довольно холодная; возможно, данная активность возникает вследствие аккреции вещества главного компонента на звезду-компаньон.